# História dos Estados Unidos (2008–presente)
A história dos Estados Unidos de 2008 até o presente começou com o colapso da bolha imobiliária, que levou à Grande Recessão. A crise econômica resultante e o descontentamento geral levaram Barack Obama a vencer as eleições presidenciais em 2008, tornando-se o primeiro presidente afro-americano do país. A agenda interna de Obama incluía nomeadamente pacotes de estímulo econômico e a Lei de Cuidados Acessíveis. O ano de 2011 viu o fim formal da Guerra do Iraque, bem como o assassinato do líder da Al-Qaeda, Osama bin Laden. A Guerra ao Terror continuou com uma mudança de atenção em relação ao Estado Islâmico na década de 2010. 
O aumento da polarização política presente durante a presidência de Obama levou a uma eleição presidencial controversa em 2016, que viu o empresário Donald Trump derrotar a ex-secretária de Estado Hillary Clinton. Trump transmitiu uma mensagem populista, decretando cortes de impostos, restrições à imigração, tentando "construir um muro" na fronteira EUA-México e uma política externa "América em primeiro lugar". Em Dezembro de 2019, a Câmara dos Representantes, controlada pelos Democratas, votou pela aprovação de artigos de impeachment contra Trump pelo seu papel num escândalo envolvendo a Ucrânia. Nas eleições presidenciais de 2020, Joe Biden derrotou Trump, que (junto com seus apoiadores) fez várias tentativas de anular os resultados eleitorais, que incluíram um ataque ao Capitólio dos Estados Unidos em 6 de janeiro de 2021. O ataque e o envolvimento de Trump levaram ao seu segundo impeachment. Biden supervisionou os efeitos duradouros da pandemia de COVID-19, bem como o fim da guerra no Afeganistão e da guerra comercial com a China.

## Administração Barack Obama
Em 2008, Barack Obama foi eleito presidente. Ele herdou uma economia afundada e em recessão. Ainda no começo de 2009 ele liberou um pacote de estímulo de US$ 787 bilhões, que inclui um aumento dos gastos federais para a saúde, infra-estrutura, educação e vários benefícios fiscais e incentivos. Foi introduzido então um programa de investimentos público-privado, que disponibiliza comprar até dois trilhões de dólares em ativos imobiliários depreciados. A indústria imobiliária e de automóveis também tiveram de ser resgatadas pelo governo. Apesar de lenta, a recuperação econômica foi firme. O PIB voltou a crescer e em 2014 o índice de desemprego já havia caído a metade do que era no auge da crise.

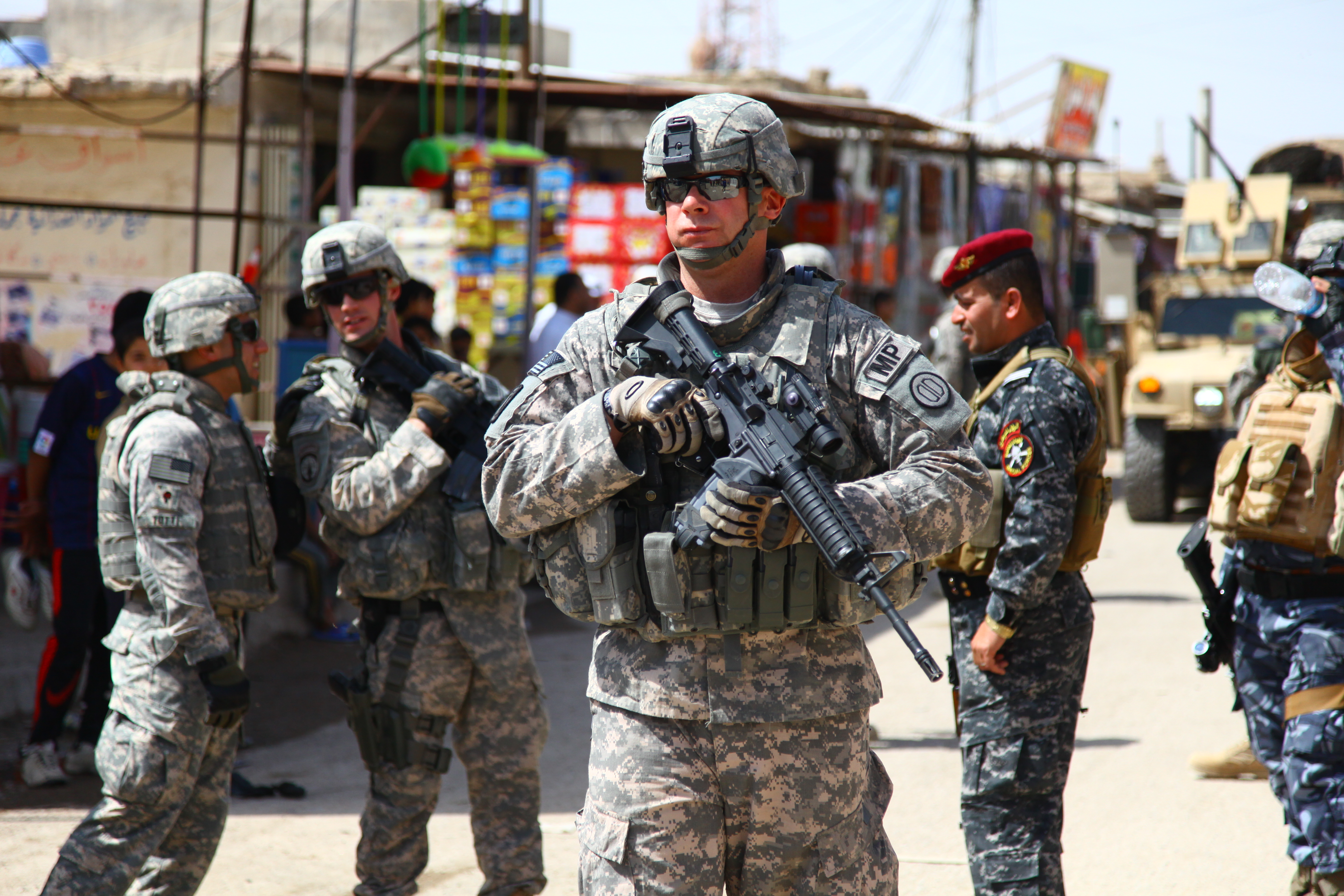
Soldados americanos e policiais iraquianos na cidade de Baçorá

### Guerra contra o Estado Islâmico e crise com a Rússia

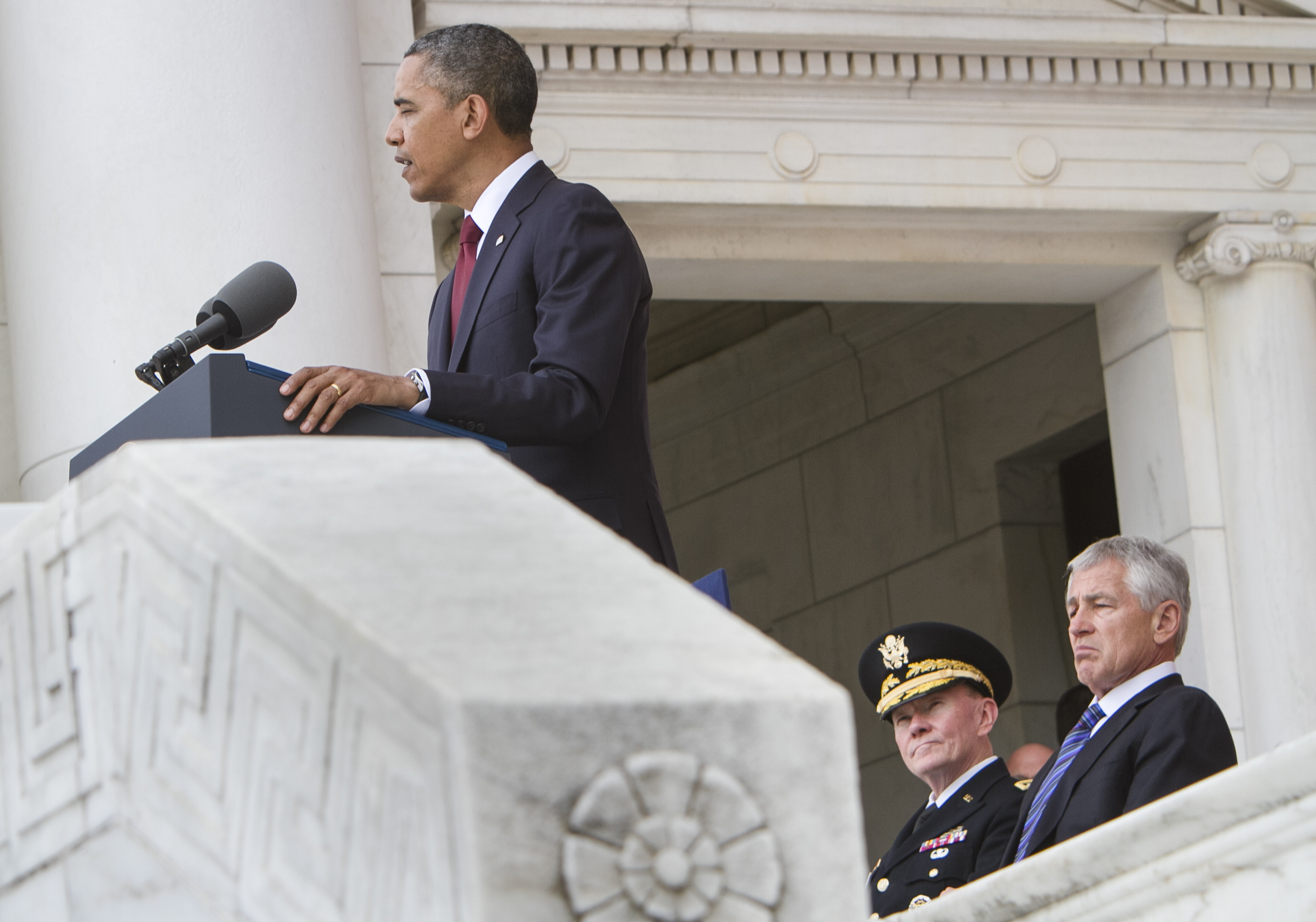
Barack Obama, o 44º presidente dos Estados Unidos, com Chuck Hagel, seu secretário de defesa, e o general Martin Dempsey. Obama foi o primeiro afro-americano a ocupar a presidência do país

Em 2011, Obama continuou o programa de retirada das tropas americanas do Iraque, e no mesmo ano, autorizou a marinha americana a realizar a operação Lança de Netuno, que com sucesso causou a morte de Osama bin Laden. O novo governo xiita iraquiano, sem a presença dos Estados Unidos, começaram uma administração sectária e cada vez mais centralizada, alienando as minorias locais, como os sunitas. A insurgência de grupos radicais voltou com toda a força e em 2014 boa parte do Iraque já estava sob controle de um grupo autoproclamado Estado Islâmico (Dawlat al-Islāmiyah, ou EI), organização herdeira da al-Qaeda. Este grupo também se aproveitou do caos da guerra civil síria para se expandir para o país vizinho, se tornando um dos maiores grupos jihadistas do mundo.
Para conter o Estado Islâmico (EI), os americanos lideraram uma coalizão de países a fazer uma série de ataques aéreos e navais contra o EI.
Ele também estipulou um cronograma para retirar as forças americanas do Afeganistão. Os Estados Unidos assumiu um papel secundário no conflito, apoiando o governo central afegão contra os insurgentes talibãs e jihadistas. Obama também buscou ampliar a guerra ao terror com uso de aeronaves não tripuladas (Drones, ou VANTs). Diversos países, especialmente no norte da África e do Oriente Médio passaram a ser alvos destes drones que, apesar de ter matado vários terroristas, também fez muitas vítimas civis.
Os americanos também viram uma renovada crise com seu maior rival, a Rússia. Parte desta crise veio a partir da intervenção unilateral russa nos conflitos na Geórgia e na Ucrânia. Os Estados Unidos e seus aliados europeus da OTAN impuseram sanções contra Moscou, ameaçando a escalada de nova "Guerra Fria".

## Administração Donald Trump

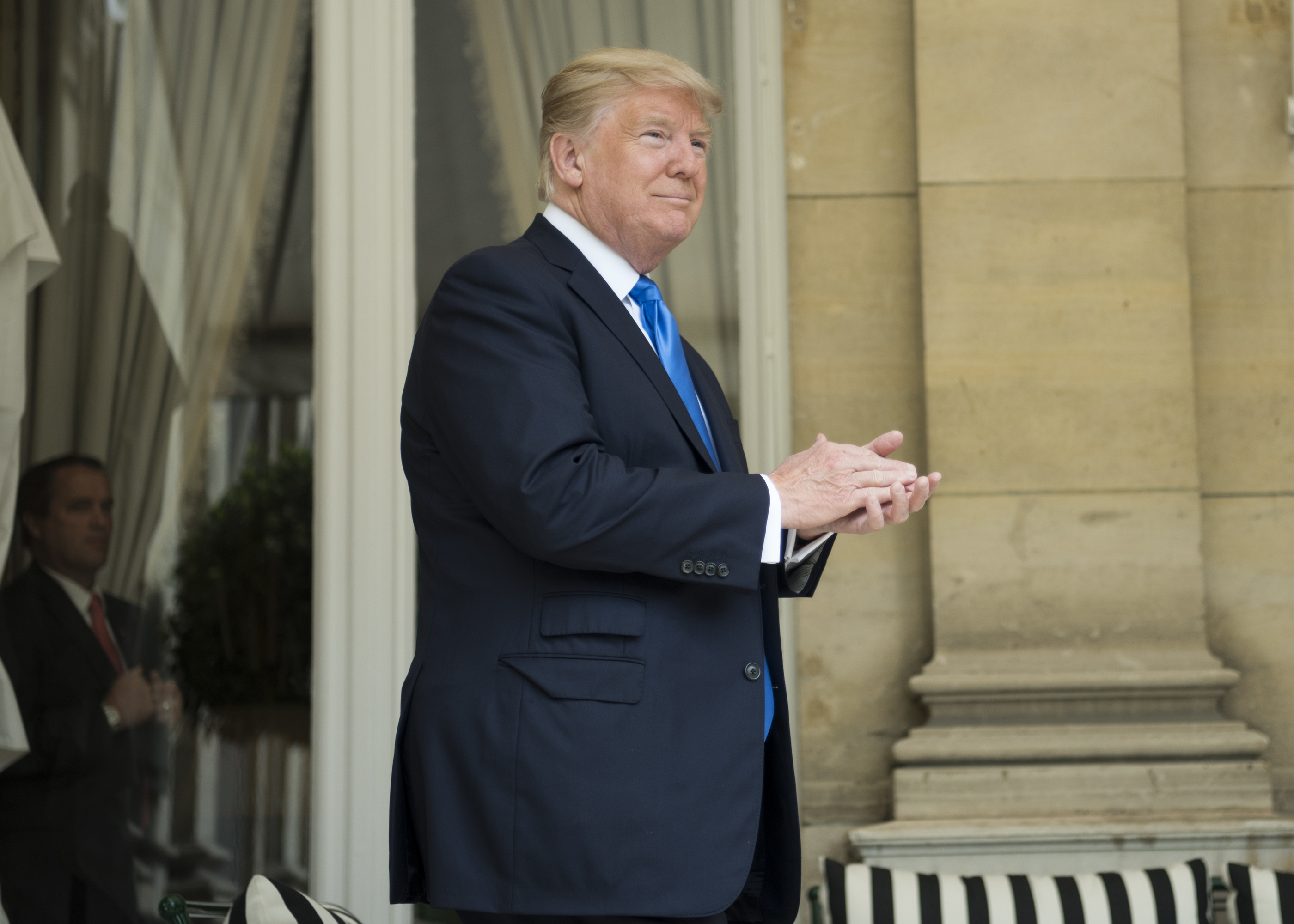
Donald Trump, o 45º presidente dos Estados Unidos

Em 2017, Obama foi sucedido na  presidência por Donald Trump, um republicano, que havia vencido as eleições do ano anterior. Trump venceu a disputa contra a democrata Hillary Clinton no colégio eleitoral, embora tenha conquistado menos votos que sua concorrente, fazendo dele apenas o quinto presidente a ser eleito mesmo tendo perdido no voto popular geral. Protestos contra o presidente foram registrados em várias cidades pelos Estados Unidos. Trump foi eleito com uma plataforma polêmica, voltada para assuntos domésticos, de caráter protecionista e nacionalista.
Seguindo sua política de America First, Trump adotou políticas protecionistas e nacionalistas. No âmbito interno, conseguiu perpetuar o crescimento econômico que já vigorava desde o governo Obama, construiu um pouco do muro que pretendia fazer na fronteira com o México e escreveu uma ordem executiva que proibia a entrada de pessoas de determinados países de maioria muçulmana. Externamente, retirou as tropas americanas de vários países (como Síria) e buscou convencer outros países da OTAN a gastarem mais dinheiro com suas forças armadas, com níveis variados de sucesso. Seu último ano na presidência, contudo, foi marcada pela crise do Coronavirus com uma pandemia que assolou a nação. Como resultado, quando deixou o cargo, os Estados Unidos estavam em recessão econômica e 400 mil americanos haviam morrido. A resposta da Casa Branca de Trump a crise do COVID-19 foi duramente criticada. Como resultado, ele acabou sendo derrotado na eleição de 2020 e deixou a presidência com índices baixíssimos de popularidade, com sua aprovação ficando abaixo de 40%.

## Administração Joe Biden

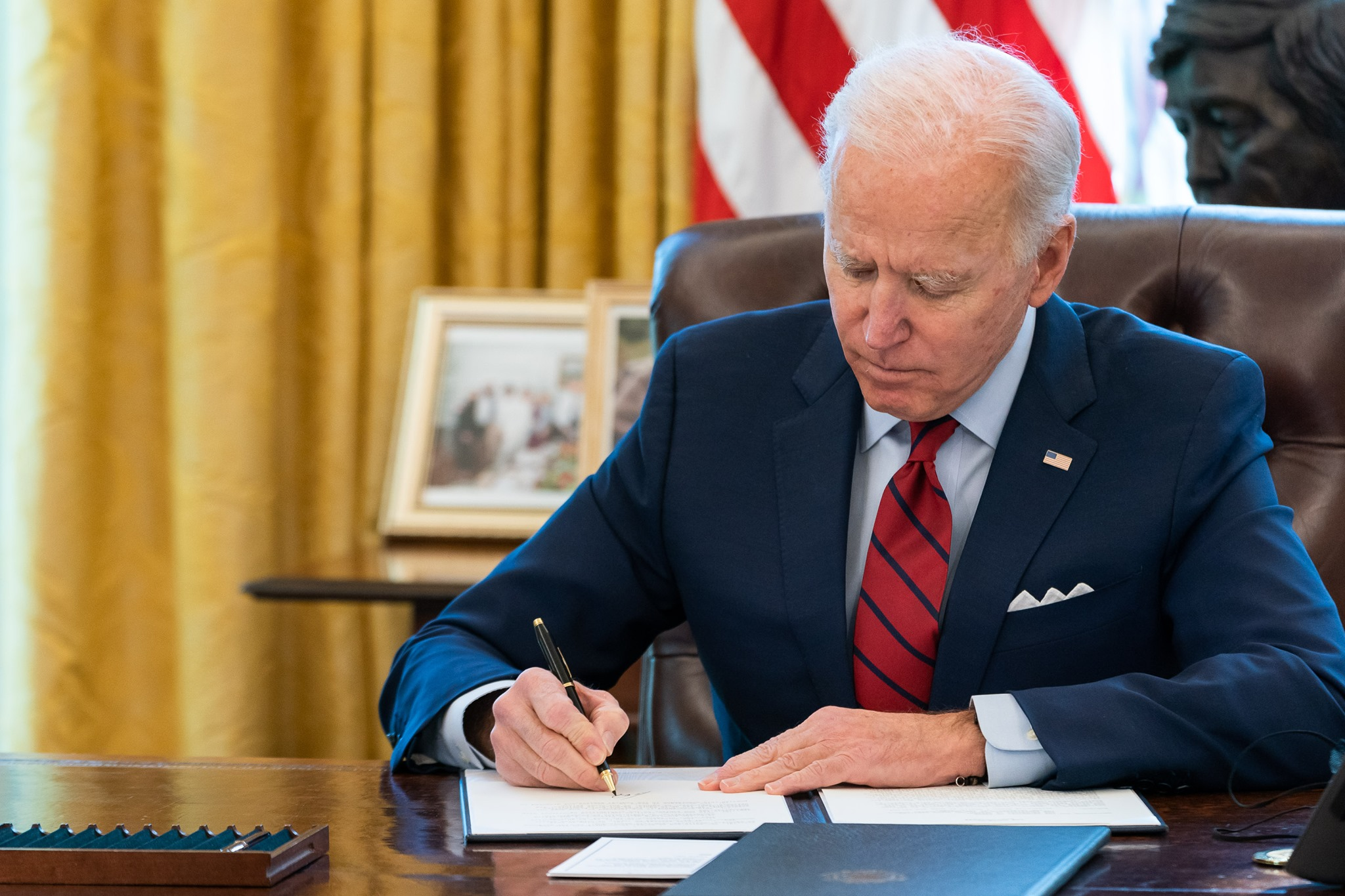
Joe Biden, o 46º e atual presidente dos Estados Unidos.

Em 2020, Joe Biden foi eleito presidente dos Estados Unidos. Apesar dos apoiadores do presidente Trump contestar o resultado e alegar, sem provas, fraude, a maioria do corpo político americano aceitou a vitória de Biden, que foi empossado como o 46º presidente da nação em janeiro de 2021.
Em 30 de agosto de 2021, o governo de Joe Biden encerrou a retirada das tropas americanas no Afeganistão, encerrando duas décadas de presença militar no país.
Pela primeira vez na história, uma mulher negra foi confirmada para a Suprema Corte dos Estados Unidos. A juíza Ketanji Brown Jackson foi indicada por Biden em fevereiro de 2022 e confirmada posteriormente pelo Senado dos Estados Unidos. 